# Sybille Philippin
Sybille Philippin (* 12. Oktober 1970 in Mannheim als Sybille Specht) ist eine deutsche Opernsängerin (Mezzosopran).

## Leben
Die Künstlerin ist in Dänemark, am Starnberger See, in Bad Bergzabern und in Oldenburg aufgewachsen. Schon sehr früh erhielt sie Klavier- und Geigenunterricht. Sie studierte an der Hochschule für Musik Carl Maria von Weber Dresden bei Helga Köhler-Wellner. Ihr künstlerisches Staatsexamen bestand sie „mit Auszeichnung“. Es folgte ein Aufbaustudium, gefördert durch ein DAAD-Stipendium, an der Indiana School of Music in Bloomington bei Costanza Cuccaro. Meisterkurse besuchte sie u. a. bei Elisabeth Schwarzkopf, Grace Bumbry, Carlo Bergonzi sowie Elio Battaglia.
Von 2001 bis 2007 war sie Ensemblemitglied am Theater Bremen. Dort sang sie z. B. folgende Partien: Juno in Orpheus in der Unterwelt, Fuchs in Das schlaue Füchslein, Ramiro in Die Gärtnerin aus Liebe, Eliza in My Fair Lady, Rosina in Der Barbier von Sevilla, Dorabella in Così fan tutte, Flora in La traviata, Ida in Die Fledermaus und den Komponisten in Ariadne auf Naxos. Ferner gastierte sie auf den Musikbühnen in Dortmund, Hamburg, Indiana (USA), Dresden sowie beim Lausitzer Kultursommer.
Von 2007 bis 2010 war die Mezzosopranistin Ensemblemitglied am Staatstheater am Gärtnerplatz, wo sie u. a. zu sehen und zu hören war als Giovanni in Boccaccio, die Weberin in Das Märchen vom Zaren Saltan, Hänsel in Hänsel und Gretel, Cherubino in Die Hochzeit des Figaro, La Belle in Die Schöne und das Biest, Nisia in Liebe und Eifersucht (Die Schärpe und die Blume) von E. T. A. Hoffmann und die 2. Dame in der Zauberflöte.
Neben ihrer Bühnenpräsenz ist Sybille Philippin auch als Lied- und Konzertsängerin tätig. Ihre Konzerttätigkeit führte sie in die Philharmonie in Moskau, das Gewandhaus Leipzig und nach Santiago de Chile.
Die Künstlerin ist seit 2008 mit Frank Philippin verheiratet, hat zwei Kinder und ist seit 2010 als freischaffende Sängerin, Gesangspädagogin und Chorleiterin tätig.

## Auszeichnungen
Sybille Philippin war  Finalistin beim Ferruccio Tagliavini Gesangswettbewerb in Deutschlandsberg, beim Bertelsmann-Wettbewerb Neue Stimmen in Gütersloh, dem Viotti-Valsesia-Wettbewerb im Piemont sowie beim I Cestelli-Gesangswettbewerb in Dresden.